# 小黄皮
小黄皮（学名：Clausena emarginata）是芸香科黄皮属的植物，为中国的特有植物。分布于中国大陆的云南、广西等地，生长于海拔300米至800米的地区，见于山谷密林中及石灰岩山地，目前尚未由人工引种栽培。

## 别名
山鸡皮（广西），十里香（云南）